# Zsolt Antal
Zsolt Antal (* 21. März 1972 in Gheorgheni) ist ein ehemaliger rumänischer Skilangläufer. 

## Werdegang
Antal trat international erstmals bei den Olympischen Winterspielen 1994 in Lillehammer in Erscheinung. Dort belegte er den 80. Platz über 10 km klassisch, den 62. Rang in der Verfolgung und den 54. Platz über 30 km Freistil. Im folgenden Jahr holte er im Zare Lazarevski über 30 km Freistil seinen einzigen Sieg im Continental-Cup. In der Saison 1996/97 errang er bei den nordischen Skiweltmeisterschaften 1997 in Trondheim den 56. Platz über 10 km klassisch und holte dort mit dem 29. Platz in der Verfolgung sowie den 25. Rang über 30 km Freistil seine ersten Weltcuppunkte. Bei den Olympischen Winterspielen 1998 in Nagano lief er auf den 69. Platz über 10 km klassisch und jeweils auf den 45. Rang in der Verfolgung und über 30 km klassisch. In den folgenden Jahren kam er bei den nordischen Skiweltmeisterschaften 1999 in Ramsau am Dachstein auf den 61. Platz über 10 km klassisch, auf den 44. Rang über 30 km Freistil sowie auf den 34. Platz in der Verfolgung und bei den nordischen Skiweltmeisterschaften 2001 in Lahti auf den 53. Platz über 15 km klassisch, auf den 39. Rang in der Doppelverfolgung sowie auf den 36. Platz im Sprint Freistil. In der Saison 2001/02 erreichte er in Nové Město mit dem 19. Platz über 10 km Freistil seine beste Einzelplatzierung im Weltcup und belegte bei den Olympischen Winterspielen 2002 in Salt Lake City den 59. Platz in der Doppelverfolgung, den 45. Rang im Sprint sowie den 26. Platz im 30-km-Massenstartrennen. Bei den nordischen Skiweltmeisterschaften 2005 in Oberstdorf errang er den 58. Platz über 15 km Freistil. Seine besten Ergebnisse bei den Olympischen Winterspielen 2006 in Turin waren der 46. Platz im 50-km-Massenstartrennen und zusammen mit Mihai Găliceanu der 21. Rang im Teamsprint. Im folgenden Jahr lief er bei den nordischen Skiweltmeisterschaften 2007 in Sapporo auf den 54. Platz im Sprint, auf den 52. Rang im Skiathlon und auf den 35. Platz über 15 km Freistil. In seiner letzten aktiven Saison 2007/08 erreichte er im Balkan-Cup mit vier Top-Zehn-Platzierungen den neunten Platz in der Gesamtwertung.

## Siege bei Continental-Cup-Rennen
| Nr. | Datum            | Ort             | Disziplin      | Serie           |
| --- | ---------------- | --------------- | -------------- | --------------- |
| 1.  | 12. Februar 1995 | Zare Lazarevski | 30 km Freistil | Continental-Cup |

## Teilnahmen an Weltmeisterschaften und Olympischen Winterspielen

### Olympische Spiele
- 1994 Lillehammer: 54. Platz 30 km Freistil, 62. Platz 15 km Verfolgung, 80. Platz 10 km klassisch
- 1998 Nagano: 45. Platz 30 km klassisch, 45. Platz 15 km Verfolgung, 69. Platz 10 km klassisch
- 2002 Salt Lake City: 26. Platz 30 km Freistil Massenstart, 45. Platz Sprint Freistil, 59. Platz 20 km Doppelverfolgung
- 2006 Turin: 21. Platz Teamsprint klassisch, 46. Platz 50 km Freistil Massenstart, 47. Platz 20 km Doppelverfolgung, 61. Platz 15 km klassisch, 65. Platz Sprint Freistil

### Nordische Skiweltmeisterschaften
- 1997 Trondheim: 25. Platz 30 km Freistil, 29. Platz 15 km Verfolgung, 56. Platz 10 km klassisch
- 1999 Ramsau am Dachstein: 34. Platz 15 km Verfolgung, 44. Platz 30 km Freistil, 61. Platz 10 km klassisch
- 2001 Lahti: 36. Platz Sprint Freistil, 39. Platz 20 km Doppelverfolgung, 53. Platz 15 km klassisch
- 2005 Oberstdorf: 58. Platz 15 km Freistil
- 2007 Sapporo: 35. Platz 10 km Freistil, 52. Platz 30 km Skiathlon, 54. Platz Sprint klassisch